# Santa Bárbara, Honduras
Santa Bárbara är en departementshuvudort i Honduras.   Den ligger i departementet Departamento de Santa Bárbara, i den västra delen av landet, 140 km nordväst om huvudstaden Tegucigalpa. Santa Bárbara ligger 256 meter över havet och antalet invånare är 15 119.
Terrängen runt Santa Bárbara är kuperad åt sydväst, men åt nordost är den bergig. Runt Santa Bárbara är det ganska tätbefolkat, med 70 invånare per kvadratkilometer. Santa Bárbara är det största samhället i trakten. 